# Titantaramel·lita
La titantaramel·lita és un mineral de la classe dels silicats. Rep el nom com a terme extrem amb titani d'una sèrie amb la taramel·lita.

## Característiques
La titantaramel·lita és un silicat de fórmula química Ba₄(Ti,Fe3+,Fe2+,Mg)₄(B₂Si₈O27)O₂Clx. Va ser aprovada com a espècie vàlida per l'Associació Mineralògica Internacional l'any 1977. Cristal·litza en el sistema ortoròmbic.
Segons la classificació de Nickel-Strunz, pertany a «09.CE - Ciclosilicats amb enllaços senzills de 4 [Si₄O₁₂]8- (vierer-Einfachringe), sense anions complexos aïllats» juntament amb els següents minerals: papagoïta, verplanckita, baotita, nagashimalita, taramel·lita, barioortojoaquinita, byelorussita-(Ce), joaquinita-(Ce), ortojoaquinita-(Ce), estronciojoaquinita, estroncioortojoaquinita, ortojoaquinita-(La), labuntsovita-Mn, nenadkevichita, lemmleinita-K, korobitsynita, kuzmenkoïta-Mn, vuoriyarvita-K, tsepinita-Na, karupmøllerita-Ca, labuntsovita-Mg, labuntsovita-Fe, lemmleinita-Ba, gjerdingenita-Fe, neskevaaraïta-Fe, tsepinita-K, paratsepinita-Ba, tsepinita-Ca, alsakharovita-Zn, gjerdingenita-Mn, lepkhenelmita-Zn, tsepinita-Sr, paratsepinita-Na, paralabuntsovita-Mg, gjerdingenita-Ca, gjerdingenita-Na, gutkovaïta-Mn, kuzmenkoïta-Zn, organovaïta-Mn, organovaïta-Zn, parakuzmenkoïta-Fe, burovaïta-Ca, komarovita i natrokomarovita.

## Formació i jaciments
Aquesta espècie ha estat descrita amb mostres provinents de fins a set indrets: el llac Wilson (Yukon, Canadà), la mina Madrelena, a Tres Pozos (Baixa Califòrnia, Mèxic), a Big Creek i Rush Creek, tots dos al comtat de Fresno (Califòrnia, Estats Units), al dipòsit de bari i silicats de Trumbull Peak, al comtat de Mariposa (Califòrnia, Estats Units), a Santa Cruz (Califòrnia, Estats Units), i a Dumtah, al comtat de Tulare (Califòrnia, Estats Units). A banda de tots aquests indrets, també ha estat descrita en un parell de jaciments més a l'estat de Califòrnia.